# Paulo Magalhaes
Paulo César Magalhaes Lobos (ur. 14 grudnia 1989 w Porto Alegre), piłkarz chilijski grający na pozycji pomocnika w Universidad de Chile.

## Kariera reprezentacyjna
W reprezentacji Chile Moreno zadebiutował w 2009 roku.